# SN 1935B
SN 1935B – niepotwierdzona supernowa odkryta w kwietniu 1935 roku w galaktyce NGC 3115. Jej jasność pozostaje nieznana.